# Уроки выживания
«Уроки выживания» — российский художественный фильм 2015 года режиссёра Андрея Томашевского. Фильм снят при поддержке Министерства культуры РФ.

## Сюжет
Женя Аистов (Денис Никифоров) работает в экзотической стране лётчиком небольшого самолёта. На курорт, в эту же страну приезжает на отдых второклассник Коля (Илья Костюков). Женя Аистов негативно относится к детям, и вследствие нескольких конфликтов не может найти общего языка с Колей. Вскоре Аистов знакомится в местном кафе с женщиной Ниной (Екатерина Волкова), которая оказывается матерью Коли. Во время отдыха с Ниной происходит несчастный случай и женщину увозят в больницу. Не имея другой возможности попасть в больницу чтобы проведать маму, Коля тайно проникает на борт самолета Жени. В полёте вследствие грозы самолет попадает в авиакатастрофу и падает. Женя и Коля выживают, но попадают на необитаемый остров. Им предстоит наладить общий быт на острове и вступить в поединок с бандитами.

## Критика
Критиками отмечается красивая натура во время съёмок (съёмки проходили в Таиланде). Также положительно оценивается хорошая игра дуэта актеров Дениса Никифорова и Ильи Костюкова. Критики отмечают, что фильм получился позитивным и добрым, без ненужного пафоса. Из недостатков отмечается бедная графика, не совсем смешные шутки, неуклюжие «подводки» к гэгам и резко выпадающие из контекста персонажи.

## В ролях
| Актёр                | Роль                |
| -------------------- | ------------------- |
| Денис Никифоров      | Женя Аистов         |
| Илья Костюков        | Коля                |
| Екатерина Волкова    | Нина                |
| Александр Самойленко | Кучерявый           |
| Тамара Сёмина        | женщина в аэропорту |